# Bader Eldin Abdalla Galag
Bader Eldin Abdalla Galag (1981) Is een Soedanees voetballer die als middenvelder speelt bij Al-Merreikh Omdurman en het Soedanees voetbalelftal.

## Carrière
Hij begon met voetballen in 2003 bij Al-Hilal Port Sudan en in 2005 ging hij naar Al-Merreikh Omdurman de club waar hij nu nog steeds voor uitkomt.